# Vlado Vukoje
Vlado Vukoje (Sečanj, 21. srpnja 1952.) hrvatski je rukometaš, nekadašnji reprezentativac i rukometni trener.

## Rezultati
Kvarner
- Druga savezna liga Jugoslavije: 
prvak (1): 1974./75.

Celje
- Kup Jugoslavije
  - finalist (2): 1978., 1980.
- Prva B liga/Druga liga
  - prvak (3): 1979./80., 1980./81., 1982./83.

Zamet
- Druga savezna liga Jugoslavije
  - doprvak (1): 1983./84.

Bayer Dormagen
- 2. Bundesliga
  - Winner (1): 1986./87.
  - Runner-up (1): 1985./86.

Düsseldorf
- 2. Bundesliga
  - plasman u višu ligu (1): 1990./91.

Pojedinačno
- Reinickendorfer Füchse najbolji strijelac sezone 1984./85. sa 155 postignutih pogodaka